# Torre de Gilet
La torre de Gilet (Camp de Morvedre, País Valencià) és una edificació defensiva del municipi valencià que, segons indica una llosa en la seva façana, va ser construïda el 1580. En principi, es creu que era utilitzada com a torre de vigilància a causa de les incursions dels grups de pirates i moriscs que desembarcaven per saquejar les poblacions pròximes als nuclis propers a la costa.

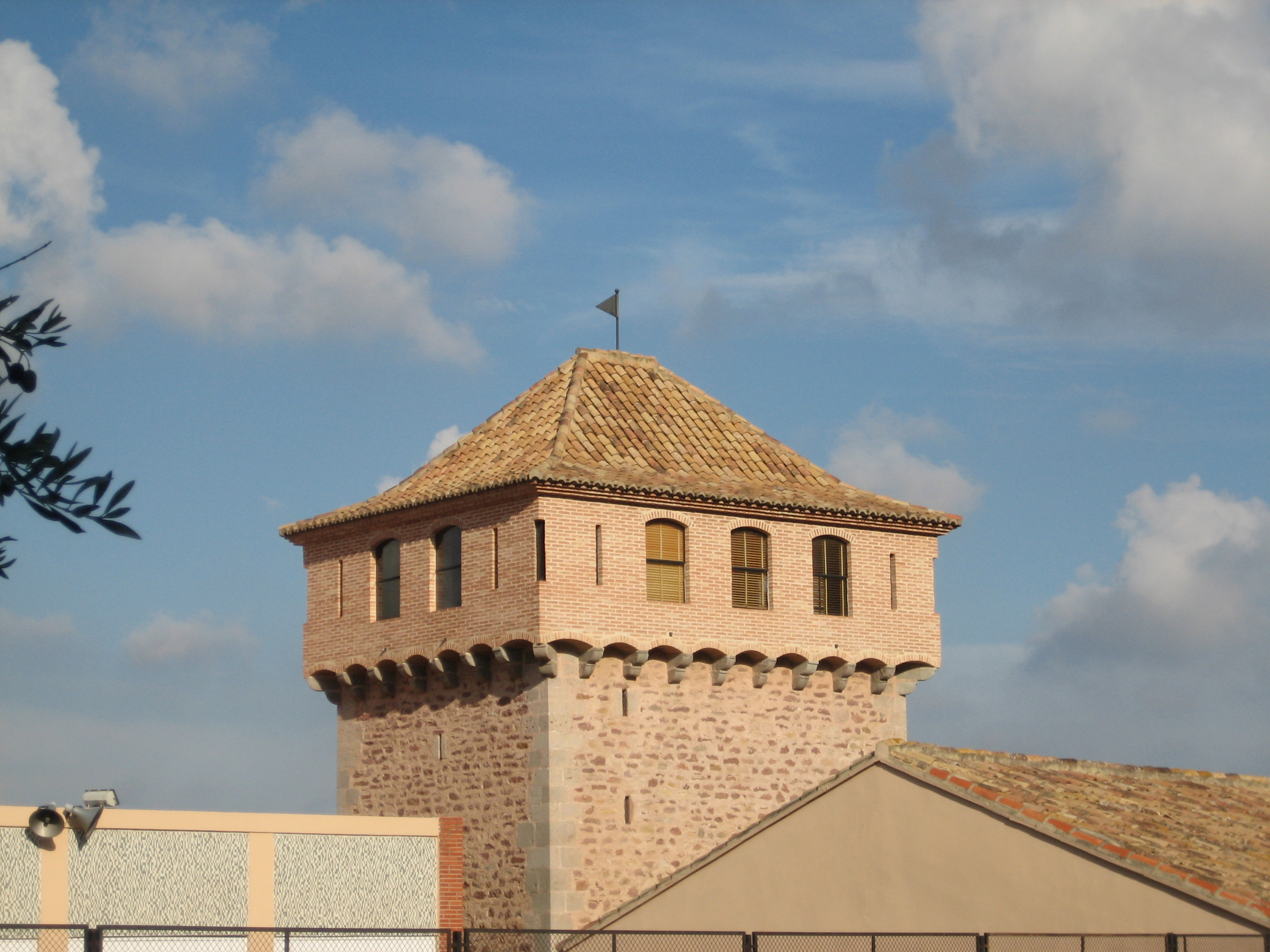
Vista de la part superior de la torre

És de planta rectangular i té uns 25 metres d'alçada, de maçoneria de gres roig sense devastar, amb reforços ben tallats en els cantons. Presenta tres cossos diferenciats: el primer cos o base té forma de piràmide truncada; el segon, de 15 metres d'alçada i en forma de prisma de 8 x 6 metres, és el bloc principal de la torre i s'hi troben compresos els tres pisos; en el tercer cos, es trobava una galeria defensiva, és de major amplària que el segon, i està sostinguda per 32 mòduls.
La torre es va restaurar durant els anys 1992-93. Actualment, aquest edifici alberga la Biblioteca municipal de Gilet.
1. ↑  «Inventari General del Patrimoni Cultural Valencià».